# FluxBB
FluxBB era un sistema di gestione libero per forum di discussione.
Le differenze principali con gli altri sistemi similari erano:
- La velocità di elaborazione e di performance anche con comunità di elevate dimensioni (> 4 milioni di messaggi).[1]
- Il peso molto contenuto dell'intera piattaforma (363 KB) e del database (17 tabelle).[2]
- La stabilità e la sicurezza del sistema.[2]
- La facilità di personalizzazione e integrazione con altri sistemi (come WordPress, ecc.).[3]

Il sistema utilizzava il linguaggio PHP e i database SQL. Era pubblicato con licenza GPL 2.0.

## Storia

### FluxBB 1.x

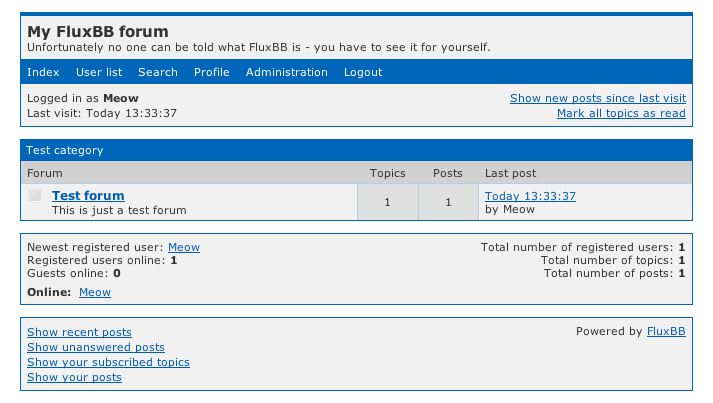
FluxBB 1.2

FluxBB nasce nel 2008 da un gruppo di programmatori fuoriusciti dal progetto PunBB. La vendita di PunBB a un'impresa privata e l'abbandono nell'aprile 2008 da parte del padre del progetto Rickard Andersson, spinge infatti i restanti membri del gruppo di sviluppo a lasciare il progetto sviluppandone uno proprio: FluxBB.
La prima versione di FluxBB diventa subito finalista nella categoria "Miglior nuovo progetto" della classifica di SourceForge
Per permettere una facile migrazione delle comunità da PunBB a FluxBB, il gruppo ha deciso per le prime versioni un'alta compatibilità tra i due sistemi, che facilita il trasferimento immediato senza alcuna modifica. In futuro, tuttavia, le due piattaforme divergeranno sempre più sensibilmente, anche dato l'abbandono dell'originale progetto PunBB.
La versione 1.5.x, sebbene non disponga di uno specifico sistema per la gestione dei plugin (previsto per la versione 2.0), offre svariati circa un centinaio di "mod/estensioni" da installare.

### FluxBB 2.0
Lo sviluppo della versione 2.0 di FluxBB è iniziato a metà 2010. Inizialmente pensata con un core totalmente nuovo, il gruppo di sviluppo ha poi deciso di procedere migliorando il codice già internazionalmente testato. Tra le principali funzioni previste, l'inserimento di un semplice sistema di gestione dei plugin (come nella precedente versione 1.3) e una migliore gestione dei temi.

## Funzionalità
Tra le altre caratteristiche principali, FluxBB dispone di:
- Supporto a PHP 4 e PHP 5
- Supporto a MySQL, PostgreSQL e SQLite
- Generazione di codice validato XHTML 1.0 Strict
- Facile installazione e setup

## Localizzazioni e comunità internazionali
Il sistema dispone di traduzioni in: Arabo, Cinese (tradizionale), Francese, Islandese, Italiano, Polacco, Russo, Spagnolo, Tedesco.
Esistono inoltre alcune comunità internazionali di supporto: Francese, Italiana, Tedesca, Polacca, Russa, Spagnola.
La comunità italiana, che fornisce le localizzazioni del sistema e di alcuni plugin, è stata accolta all'interno del progetto open source Oscon.